# Bellavilliers
Bellavilliers é uma comuna francesa na região administrativa da Normandia, no departamento Orne. Estende-se por uma área de 15,45 km². Em 2010 a comuna tinha 137 habitantes (densidade: 8,9 hab./km²).